# Димитър Георгиев (Пехчево)
Вижте пояснителната страница за други личности с името Димитър Георгиев.
Димитър (Димитруш) Иванов Георгиев, наричан Пушката, е български революционер, деец на Вътрешната македоно-одринска революционна организация и на Вътрешната македонска революционна организация.

## Биография
Димитър Георгиев е роден през 1895 година в град Пехчево, тогава в Османската империя, днес в Северна Македония. Бяга в Свободна България и още млад участва в дейността на ВМОРО, а след възстановяването на ВМРО е четник при Харалампи Златанов. Загива в сражение със сръбски войски при Дулица на 16 октомври 1925 година.
На 14 април 1943 година, 83-годишната му майка Миропа Георгиева Димова, като жителка на Пехчево, подава молба за българска народна пенсия, която е одобрена и пенсията е отпусната от Министерския съвет на Царство България.